# Лопес, Эдгар Иван
Эдгар Иван Лопес Родригес (исп. Édgar Iván López Rodríguez; род. 21 апреля 1999, Тихуана, Мексика) — мексиканский футболист, нападающий клуба «Толука» и сборной Мексики.

## Клубная карьера
Лопес — воспитанник клуба «Тихуана». 12 августа 2018 года в матче против «Пуэблы» он дебютировал в мексиканской Примере. Летом того же года Лопес перешёл в «Дорадос де Синалоа». 18 августа в матче против «Симарронес де Сонора» он дебютировал в Лиге Ассенсо.

## Международная карьера
В 2018 году в составе молодёжной сборной Мексики Лопес принял участие в молодёжном чемпионате КОНКАКАФ. На турнире он сыграл в матчах против молодёжных команд Панамы, Сальвадора и США.

## Достижения
Международные
 Мексика (до 20)
- Чемпионат КОНКАКАФ среди молодёжных команд — 2018